# Sidi Al Kamel
Sidi Al Kamel (en arabe سيدي الكامل) est une petite ville et une commune rurale de la province de Sidi Kacem dans la région de Rabat-Salé-Kénitra au Maroc dans la partie nord du pays, à 80 km au nord-est de la capitale Rabat.
La population est de 26 788. Au moment du recensement de 2004, la commune comptait une population totale de 26 800 personnes vivant dans 3678 ménages.
En 2014, la commune comptait une population totale de 30 199 habitants.